# 第六潜水艇

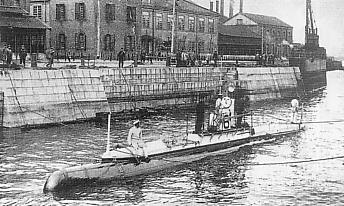
在りし日の第六潜水艇

第六潜水艇（だいろくせんすいてい、後に第六潜水艦と改称）は、大日本帝国海軍の潜水艇である。
艦級は改ホランド級で、1906年（明治39年）4月5日竣工、1920年（大正9年）12月1日除籍。その後、沈没の際の乗組員の行為が顕彰されたため、海軍潜水学校で展示されたが、第二次世界大戦後に進駐軍によって解体された。

## 艦歴
- 1904年（明治37年）11月24日、川崎造船所にて進水。 1906年（明治39年）4月5日、竣工。
- 1910年（明治43年）4月15日、広島湾でガソリン潜航実験の訓練中に沈没。乗員14名全員殉職。翌日（17日説あり）引き揚げ。
- 1916年（大正5年）8月4日、二等潜水艇に類別。
- 1919年（大正8年）4月1日、「第六潜水艦」に改名。
- 1920年（大正9年）12月1日、除籍。呉の潜水学校で「六号艇神社」として保存。
- 1945年暮れ、進駐軍の命によって解体。船体は桟橋となり、一部部品は海上自衛隊潜水艦教育訓練隊潜水艦資料室で保存。

## 艇長
- 井出謙治 中佐：1906年4月4日 - 11月28日[1]
- 佐久間勉 大尉：1908年11月20日 - 1910年4月15日

## 第六潜水艇の遭難

### 事故概要
1910年（明治43年）4月15日、「第六潜水艇」は安全上の配慮から禁止されていたガソリン潜航実験の訓練などを行うため岩国を出航し、広島湾へ向かった。この訓練は、ガソリンエンジンの煙突を海面上に突き出して潜航運転するもので、原理としては現代のシュノーケルと同様であった。
午前10時ごろから訓練を開始、10時45分ごろ、何らかの理由で煙突の長さ以上に艇体が潜航したために浸水が発生したが、閉鎖機構が故障しており、手動で閉鎖する間に17メートルの海底に着底した。佐久間大尉は母船「歴山丸」との申し合わせを無視しがちで、第六潜水艇は日ごろから申し合わせよりも長時間の潜航訓練を行っていたため、当初は浮上してこないことも異常と思われなかった。また、母艦の見張り員は、異常と報告して実際に異常がなかった場合、潜水艇長の佐久間大尉の怒りを買うのが怖くて報告しなかった、とも述べており、調査委員会はこの見張り員の責任を認めつつも、同情すべき点が多いとして処分していない。
異常に気がついた後、歴山丸は呉在泊の艦船に遭難を報告。救難作業の結果、16日（17日）に引き揚げられ、内部調査が行われた。潜水隊母船「豊橋」（潜水隊の旗艦機能を持つ船）の艦長は、安全面の不安からガソリン潜航をはっきりと禁止しており、また佐久間大尉もガソリン潜航の実施を歴山丸に連絡していなかった。「豊橋」の平岡艦長は、事故調査委員会において、佐久間大尉が過度に煙突の自動閉鎖機構を信頼していたことと、禁令無視が事故を招いたのだと述べている。また、潜航深度10フィートと言う、シュノーケルの長さよりも深い潜航深度の命令によって浸水が起きたとしている。この件については、記録上のミスとする者もするが、この命令が二回にわたって注記されていること、他の項目には一切誤りが無かったことから、この記録は正しい物と認められ、この操艦ミスが事故原因とされた。佐久間大尉の遺書にある「不注意」とはこのことを指すという見解もある。
この事故より先にイタリア海軍で似たような事故があった際、仲間を見捨てて自分だけは生き残ろうとする乗員たちによる乱闘が発生し、大量の死体がハッチに折り重なって発見されるということがあった。そのため、第六潜水艇の調査を担当した帝国海軍の関係者たちは、乗員たちがこのような帝国軍人の恥さらしともいえる行為をしているのではないかと恐れていた。ところが、ハッチを開けた関係者は中の光景を見ると「よろしい」と言って号泣した。14人の乗組員のうち12人は正規の配置についたまま死亡しており、残りの2人は欠損部位の修理をしている最中に死亡していたのである。また、佐久間艇長は事故の原因を記し、潜水艦を沈没させることと部下の命を失わせたことを謝罪し、部下の遺族へ格段の配慮を明治天皇に具申する遺書を書き残していた。最後まで職務を全うして殉職した佐久間艇長および乗組員たちは賞賛を浴び、これが「潜水艦乗組員かくあるべし」「沈勇」ということで、修身の教科書や軍歌として広く取り上げられたのみならず、海外などでも大いに評価された。ただし、事故原因が判明する前に美談が広まったため、佐久間の操艦ミスは周知されなかった。
アメリカ合衆国議会議事堂には佐久間艇長の遺書の写しが陳列されたほか、感動したセオドア・ルーズベルト大統領によって国立図書館の前に遺言を刻んだ銅板が設置され、日米開戦後も撤去されなかった。イギリスの王室海軍潜水史料館には佐久間と第六潜水艇の説明があり、第二次世界大戦の後も展示され続けている。ある駐日英国大使館付海軍武官は、戦前から戦後まで英国軍人に尊敬されている日本人として佐久間を挙げ、戦後の日本人は「佐久間精神を忘れている」と1986年の岩国追悼式でスピーチした。
呉市にある鯛乃宮神社には第六潜水艇殉難者之碑が、岩国市の岩国市立装港小学校裏手には第六潜水艇殉難者記念碑があり、毎年、事故のあった4月15日に追悼式が行われている。

### 殉職者
- 艇長 佐久間勉 大尉

（以下50音順）
- 浴山馬槌 一等兵曹
- 遠藤徳太郎 一等水兵
- 岡田権次 一等機関兵曹
- 門田勘一 上等兵曹
- 河野勘一 三等機関兵曹
- 鈴木新六 上等機関兵曹
- 堤重太郎 二等兵曹
- 長谷川芳太郎 中尉
- 原山政太郎 機関中尉
- 檜皮徳之亟 二等機関兵曹
- 福原光太郎 三等機関兵曹
- 山本八十吉 二等機関兵曹
- 吉原卓治 三等兵曹

### 軍歌「第六潜水艇の遭難」
大和田建樹作詞、瀬戸口藤吉作曲による。大和田は当時、「海軍軍歌」の作詞依頼があったのだが、この事故の題材は急遽付け足されたものといわれている。